# Dinastia macedone

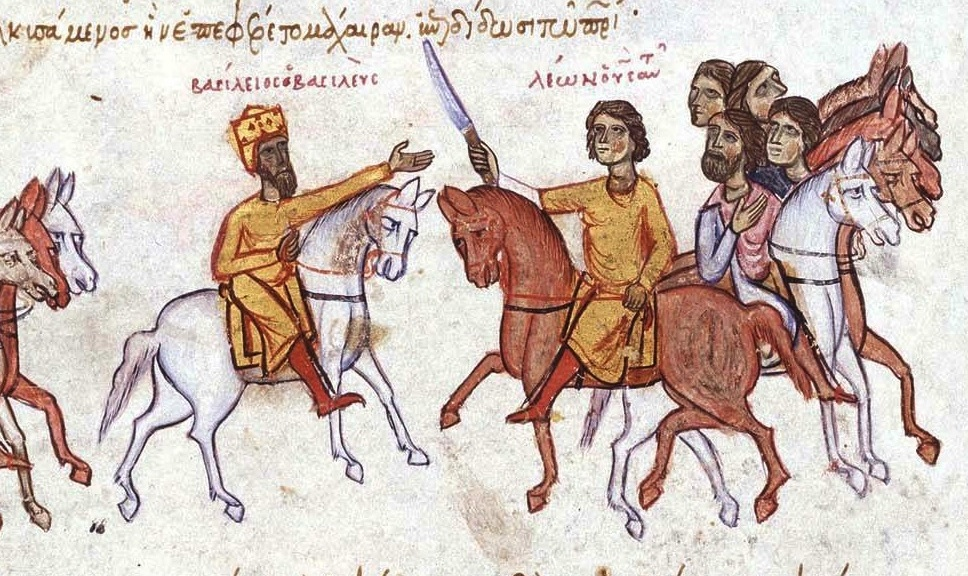
Basilio I con suo figlio Leone VI

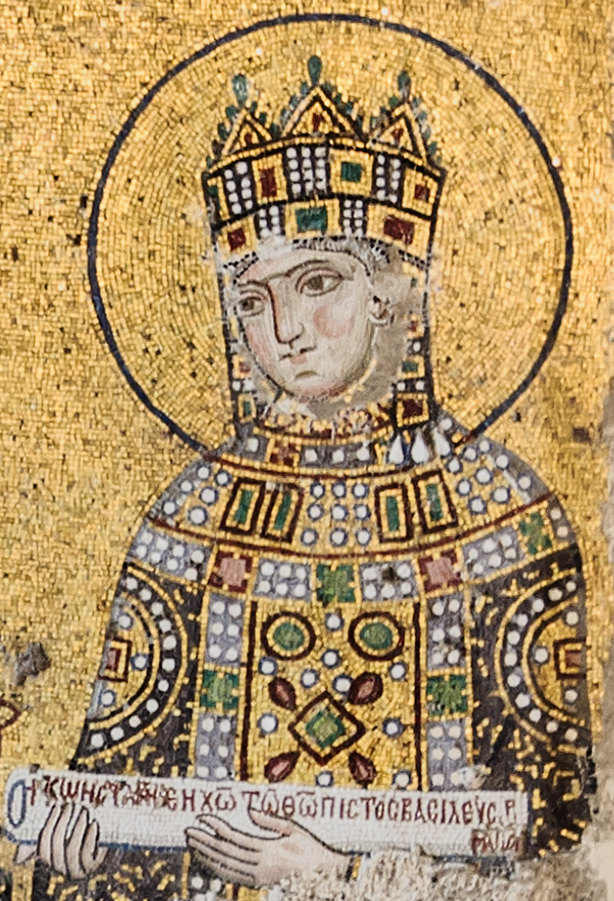
La basilissa Zoe di Costantinopoli

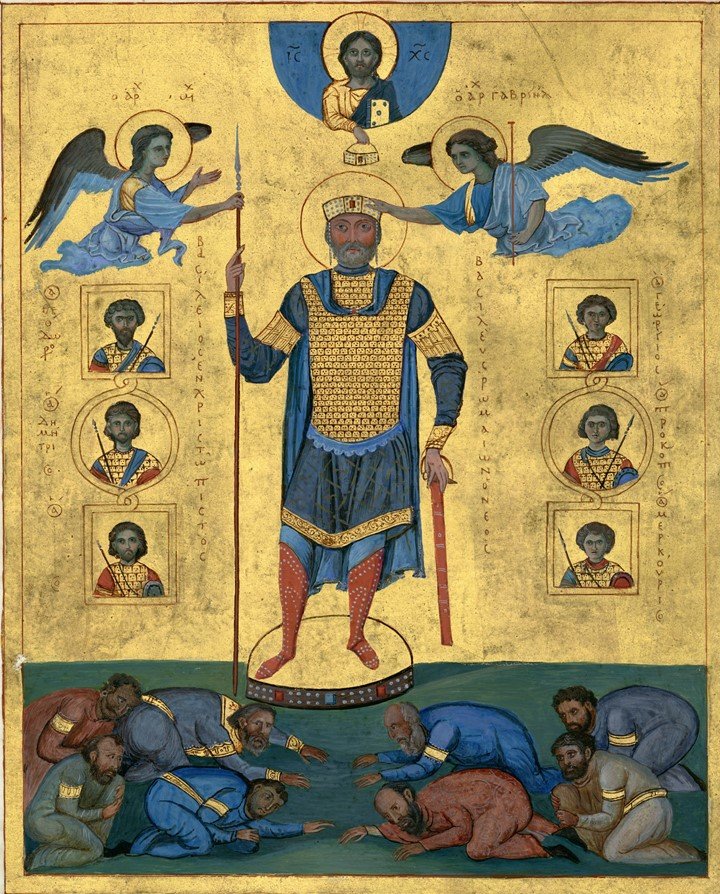
Вasilio II

La dinastia macedone è stata una dinastia imperiale bizantina che ebbe inizio con Basilio I. Quest'ultimo, già favorito dell'imperatore Michele III, lo uccise in una congiura di palazzo che ebbe luogo nell'867. La morte di Michele III determinò la fine della dinastia amoriana al potere. La dinastia macedone avrebbe retto l'impero bizantino sino al 1056. L'impero bizantino conobbe sotto la dinastia macedone un periodo di sviluppo culturale noto come Rinascenza macedone. La dinastia macedone parte con la figura di Basilio I e prosegue con la sua discendenza che in realtà risulterebbe discendere da Michele III in quanto vero padre del figlio di Basilio I

## Storia
La dinastia macedone prende il suo nome dal luogo di origine di Basilio I. Egli infatti nacque a Chariopolis (nei pressi dell'odierna Hayrabolu), nel thema di Macedonia.
Basilio I riprese ed aggiornò l'opera di codificazione iniziata da Giustiniano con il Corpus iuris civilis, promuovendo la redazione dei Basilika e degli Epanagoge, completati sotto il regno del figlio Leone VI il Saggio (del quale tuttavia diversi contemporanei e storici hanno ipotizzato la discendenza da Michele III della dinastia amoriana).
In seguito alla morte di Leone VI la dinastia entrò in una crisi successoria a causa della minore età del figlio ed erede designato Costantino VII Porfirogenito, nato dal matrimonio con Zoe Carbonopsina. Dopo il regno di Alessandro (fratello minore di Leone VI) e un periodo di reggenza del patriarca di Costantinopoli Nicola I Mistico, il potere venne assunto da Zoe, appoggiata dal Domestikos tōn scholōn Leone Foca il Vecchio. La sconfitta subita da Leone nella battaglia di Anchialo (917) indebolì la reggenza di Zoe. Il drungarios Romano I, uomo politico e militare, esterno alla dinastia macedone, riuscì in questo contesto ad affermarsi come nuovo uomo forte, soffocando un tentativo di rivolta di Leone e costringendo Zoe a ritirarsi in un monastero. Romano ottenne il titolo di co-imperatore affiancando Costantino VII, rafforzando le sue pretese imperiali combinando il matrimonio del legittimo imperatore Costantino con la propria figlia Elena. Nel periodo compreso tra il 920 ed il 944 Romano fu di fatto l'unico detentore del potere, relegando il genero ad un ruolo puramente cerimoniale. Romano progettava inoltre di iniziare una propria dinastia, nominando i propri figli co-imperatori, marginalizzando ulteriormente il ruolo di Costantino. Il regno di Romano è caratterizzato da importanti riforme volte a tutelare la piccola proprietà terriera, elemento essenziale nell'organizzazione militare dell'impero, incentrata sulla figura del contadino-soldato. Tali politiche saranno mantenute anche dai suoi successori, con alterna efficacia a fronte delle prevaricazioni dei grandi proprietari terrieri ovvero l'aristocrazia e la Chiesa ortodossa (i dynatoi).
Romano venne rimosso dal potere in seguito ad una congiura ordita dai figli Stefano e Costantino (il maggiore, Cristoforo, che Romano aveva destinato a succedergli, era morto nel 931). Né Stefano né Costantino riuscirono tuttavia a consolidare la propria posizione e vennero esiliati in seguito ad una congiura di palazzo "legittimista" a favore di Costantino VII, consentendogli di regnare in maniera autonoma dal 945 al 959.
Alla sua morte si apre una nuova fase di difficoltà per la dinastia, dal momento che il suo figlio ed erede designato, Romano II, si rivela debole e incompetente, morendo inoltre solo dopo quattro anni di regno e lasciando due figli in minore età, Basilio e Costantino. La vedova di Romano II, Teofano, assume la reggenza per conto dei figli. Teofano stabilizza la propria posizione accettando di sposare Niceforo Foca, esponente dell'aristocrazia militare bizantina anatolica e grande latifondista, il quale diviene imperatore con il nome di Niceforo II. Niceforo regna dal 963 al 969, quando viene ucciso in un complotto ordito dalla moglie e dall'amante di questi, Giovanni I Zimisce. Giovanni I viene incoronato Basileus a condizione di esiliare Teofano, su pressione del patriarca Polieucte. Giovanni sposa la sorella di Romano II, Teodora, per legittimare la sua posizione e nomina contestualmente co-imperatori i porfirogeniti Basilio e Costantino. Sia sotto il regno di Niceforo Foca che sotto il regno di Giovanni Zimisce l'impero bizantino si rafforza militarmente e si espande in maniera significativa, rioccupando territori persi da secoli e consolidando la propria presenza nei Balcani e in Oriente. Giovanni muore tuttavia di malattia dopo sei anni di regno, nel 976.
Gli succedette Basilio, da poco giunto alla maggiore età. Basilio poté contare sull'appoggio del potente parakoimomenos Basilio, il quale ebbe un'enorme influenza nei suoi primi anni di regno.
Basilio domò con difficoltà varie rivolte, capeggiate da Barda Sclero (976-979 e nuovamente nel 986) e da Barda Foca (987-989). Nel 985 poté inoltre liberarsi dell'ingombrante presenza del parakoimomenos Basilio, costringendolo all'esilio. Basilio poté quindi dedicarsi autonomamente agli affari politici e militari, in particolare la guerra contro l'Impero bulgaro, che avrebbe assorbito la sua attenzione fino al 1018. Basilio promulgò inoltre La Novella, editto concernente la proprietà fondiaria, che continuava la politica di protezione della piccola proprietà iniziata da Romano I, sia pure in forma molto più limitata.
Sotto il regno di Basilio II l'Impero bizantino raggiunse la sua massima espansione dall'epoca dell'espansione islamica, con un'estensione territoriale che andava dai Balcani all'Eufrate e comprendeva inoltre parti dell'Italia meridionale, della Siria e del Libano.
Alla morte di Basilio, non lasciando quest'ultimo eredi maschi la dinastia macedone si perpetuò per altri 32 anni attraverso le figlie (Zoe e Teodora) del fratello minore e successore designato di Basilio II, ossia Costantino VIII (1025-1028). Questi decenni finali furono caratterizzati da una progressiva degenerazione del quadro politico e da un sostanziale indebolimento dell'impero, che avrebbero inaugurato una fase di caos durata circa vent'anni. Solamente con l'ascesa al trono di Alessio I Comneno nel 1081 l'impero avrebbe ritrovato una certa stabilità, sia pure notevolmente indebolito (sotto il profilo fiscale e militare, a fronte dello stravolgimento della tradizionale piccola proprietà contadina a causa delle invasioni e della polarizzazione della ricchezza fondiaria nelle mani dell'aristocrazia) e ridimensionato a causa delle rivolte nei Balcani, dell'espansione turca in Anatolia e della conquista normanna dell'Italia meridionale.

## Dinastia Macedone
- Basilio I il Macedone, (811-886, al governo 867-886)
- Leone VI il Saggio, (866-912, al governo 886 - 912 insieme al fratello Alessandro)
- Alessandro, (870-913, reggente 912 - 913 in nome di Costantino VII)
- Costantino VII Porfirogenito, (905-959, al governo 913 - 959)
- Romano I Lecapeno (co-imperatore), (870-948, al governo 920 - 944)
- Romano II, (939-963, al governo 959 - 963)
- Niceforo II Foca (912-969, al governo 963 - 969)
- Giovanni I Zimisce, (925-976, al governo 969 - 976)
- Basilio II Bulgaroctono (il Massacra-Bulgari), (958-1025, al governo 976 - 1025)
- Costantino VIII, (960-1028, al governo 1025 - 1028)
- Zoe Porfirogenita, (978-1050, al governo 1028 - 1050)
- Romano III Argiro, (968-1034, al governo 1028 - 1034); 1º marito di Zoe
- Michele IV il Paflagone, (1010-1041, al governo 1034 - 1041); 2º marito di Zoe
- Michele V il Calafato, (1015-1042, al governo 1041 - 1042); nipote di Michele IV, adottato da Zoe
- Costantino IX Monomaco, (1000-1054, al governo 1042 - 1054); 3º marito di Zoe
- Teodora Porfirogenita, (980-1056, al governo 1042 - 1056)
- Michele VI Bringa, (al governo 1056 - 1057); adottato da Teodora